# Beilschmiedia novo-guineensis
Beilschmiedia novo-guineensis là loài thực vật có hoa trong họ Nguyệt quế. Loài này được Teschner miêu tả khoa học đầu tiên năm 1923.